# Raïon de Boutourlino
Le raïon de Boutourlino (Бутурли́нский райо́н) est une entité territoriale administrative de Russie de type arrondissement (raïon) située dans l'oblast de Nijni Novgorod. Dans le cadre de l'organisation de l'autonomie locale, ce raïon à l'okroug municipal de Boutourlino (de 2004 à 2020: district municipal). 
Son siège se trouve à Boutourlino qui est au milieu du raïon, à 121 km de Nijni Novgorod, la capitale régionale. 

## Géographie
Le raïon de Boutourlino appartient à la rive droite élevée de la Volga. Le relief général est vallonné et sillonné, fortement découpé par des ravins. Le climat de la région est caractérisé comme continental tempéré, modérément humide. La température annuelle moyenne de l'air est de +3…+4 °C, la température maximale absolue est de + 38 °C, la minimale absolue est de -44 °C. Les hivers sont froids, longs et avec peu de neige, avec une température moyenne en janvier d'environ −12 °C et un été relativement chaud avec une température moyenne en juillet de +19 °C. Les précipitations sont en moyenne de 500 mm par an.
Il s'étend sur 1 105,2km².
Il est entouré par les raïons de Gaguino, Chatki, Bolchoïe Mourachkino, Sergatch, Kniaguinino et de Perevoz.

## Histoire
Boutourlino apparaît dans les sources écrites au milieu du XVIe siècle. Son nom est dû au propriétaire du domaine, le boyard Fiodor Ivanovitch Boutourline, l'ayant reçu du tzar pour sa participation à la campagne victorieuse de Kazan. Il marque la limite entre les terres slaves et les terres mordves. Les paysans participent au soulèvement de Stepan Razine et à la rébellion de Pougatchiov. Le village devient un lieu de commerce important pour la région à la fin du XIXe siècle et au début du XXe siècle. Les marchands d'autres volosts s'y rendaient les jours de foire. Le petit commerce privé revient en 1921 avec l'instauration de la NEP.
Le raïon de Boutourlino est formé en 1929 et s'étend sur 1 400 km2, regroupant 103 villages et hameaux avec 64 600 habitants. En décembre 1977, Boutourlino reçoit le statut de bourg ouvrier.

## Population
Au 1er janvier 2003, la population est de 17 660 habitants, dont 7 250 habitent en ville et 10 410 à la campagne, sout 16 habitants par kilomètre carré (54,2% de femmes et 45,8% d'hommes). La population active représente 56,6% des habitants.
| 1959*  | 1970*  | 1979*  | 1989*  | 2002*  | 2010*  |
| ------ | ------ | ------ | ------ | ------ | ------ |
| 28 897 | 21 366 | 17 898 | 16 792 | 16 723 | 14 471 |

| 2012   | 2015   | 2018   | 2021   | - | - |
| ------ | ------ | ------ | ------ | - | - |
| 14 283 | 13 885 | 13 513 | 13 237 | - | - |

## Administration
Le raïon comprend un bourg ouvrier (Boutourlino) et cinq conseils ruraux regroupant chacun plusieurs villages. 
- Boutourlino: commune urbaine de type bourg ouvrier (siège Boutourlino) avec 7 localités
- Conseil rural de Bolchie Bakaldy (siège Bolchie Bakaldy) avec 8 localités
- Conseil rural de Iagoubovka (siège Iagoubovka) avec 16 localités
- Conseil rural de Kamenichtchi (siège Kamenichtchi) avec 8 localités
- Conseil rural de Kotchounovo (siège Kotchounovo) avec 6 localités
- Conseil rural d'Ouvarovo (siège Ouvarovo) avec 9 localités

## Religion
La majorité de la population appartient à l'Église orthodoxe russe et dispose de trois églises paroissiales: à Bourtoulino, à Ouvarovo et à Inkino. Dans certains villages il y a aussi des vieux-croyants, comme à Bolchie Bakaldy.

## Personnalités
- Vassili Kazakov (1898-1968), héros de l'Union soviétique, maréchal d'artillerie, né à Filippovo
- Igor Petryanov (1907-1996), physicochimiste et académicien, né à Bolchaïa Iakchen
- Nikolaï Soutiaguine (1923-1986), héros de l'Union soviétique, général d'aviation, né à Smaguino